# Clarina (ort i Irland)
Clarina är en ort i republiken Irland.   Den ligger i grevskapet County Limerick och provinsen Munster, i den centrala delen av landet, 180 km väster om huvudstaden Dublin. Clarina ligger 6 meter över havet och antalet invånare är 275.
Terrängen runt Clarina är huvudsakligen platt, men norrut är den kuperad.Runt Clarina är det ganska glesbefolkat, med 31 invånare per kvadratkilometer. Närmaste större samhälle är Limerick, 8,0 km nordost om Clarina. Trakten runt Clarina består i huvudsak av gräsmarker.